# Asnières-sur-Oise
Asnières-sur-Oise är en kommun i departementet Val-d'Oise i regionen Île-de-France i norra Frankrike. Kommunen ligger i kantonen Viarmes som tillhör arrondissementet Sarcelles. År 2022 hade Asnières-sur-Oise 3 128 invånare.

## Befolkningsutveckling
Antalet invånare i kommunen Asnières-sur-Oise
| Referens: INSEE |